# Loftus Road
Loftus Road ou  Kiyan Prince Foundation Stadium é um estádio de futebol, localizado em Londres. É a casa do time Queens Park Rangers. Sua capacidade é de 18.439 pessoas.

## História
Originalmente do clube amador Shepherd's Bush FC, Loftus Road passou a sediar os jogos do QPR em 1917, após o antigo campo da equipe ter sido solicitado pelo exército britânico durante a Primeira Guerra Mundial.
O recorde de público foi em jogo contra o Leeds United, 35.353 pessoas assitiram a partida. O primeiro jogo com refletores foi realizado contra os rivais do Arsenal, em 1953.
Loftus Road foi o primeiro campo inglês a utilizar gramado artificial, em 1981, tendo o mesmo sido retirado para recolocação da grama natural em 1988.
O estádio teve sua capacidade reduzida após a tragédia de Hillsborough, e em 1994 foi completa a transformação do estádio para que todos os torcedores pudessem ver as partidas sentados. Isso significou uma grande redução da capacidade e surgiram planos para que a equipe construísse um novo estádio. Inclusive uma possível mudança para o novo estádio Olímpico foi cogitada.
Em junho de 2019, numa votação com os torcedores o estádio foi renomeado como Kiyan Prince Foundation Stadium, em homenagem ao jovem Kiyan Prince, jogador da base do clube assassinado aos 15 anos de idade em 2006.

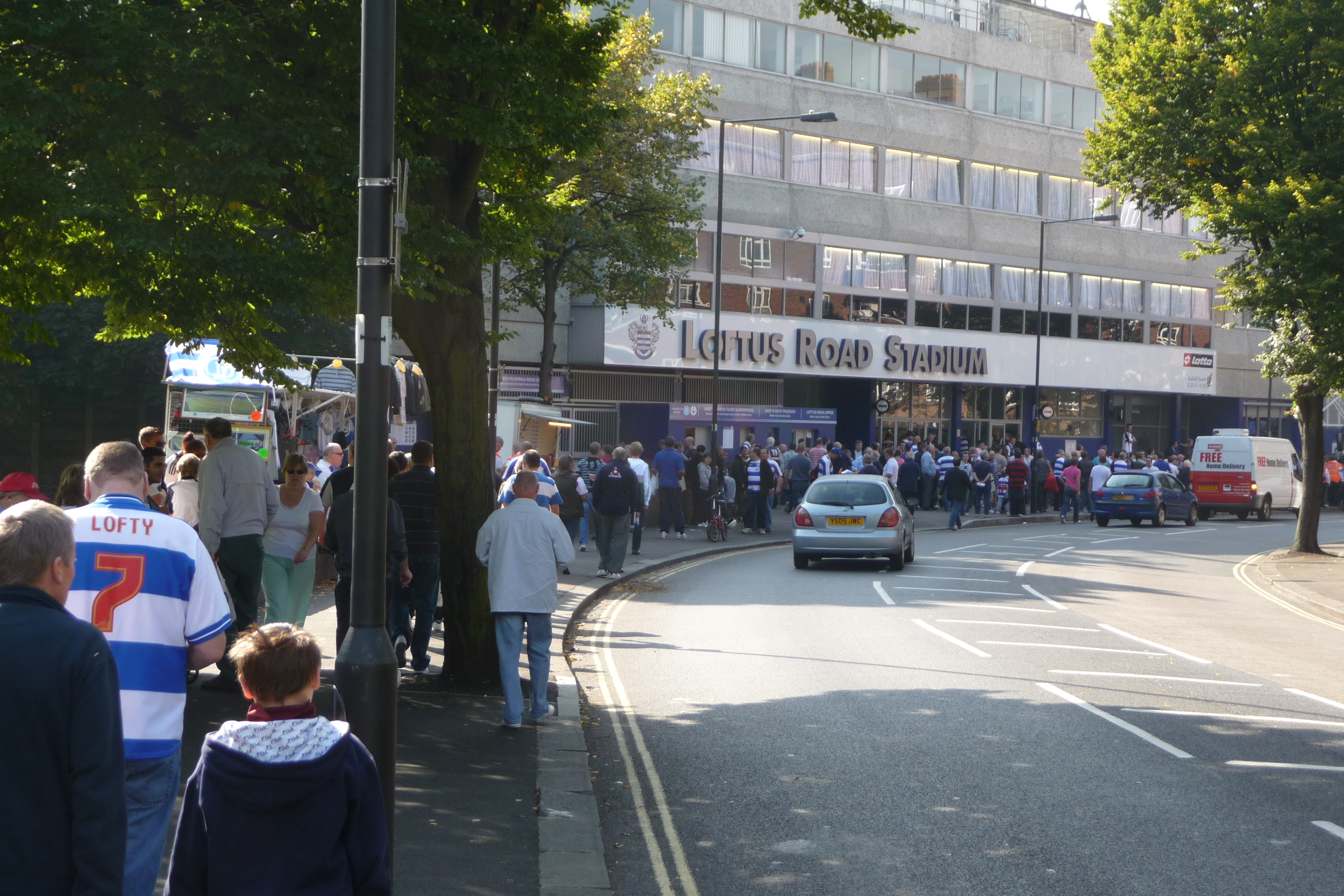
Loftus Road, visto da entrada pela Rodovia South Africa.